# Crocallis dardoinaria
Crocallis dardoinaria là một loài bướm đêm trong họ Geometridae.